# め
め en hiragana ou メ en katakana sont deux kanas caractères japonais, qui représentent la même more. Ils sont prononcés /me/ et occupent la 34e place de leur syllabaire respectif, entre む et も.

## Origine
L'hiragana め et le katakana メ proviennent, via les man'yōgana, du kanji 女.

## Romanisation
Selon les systèmes de romanisation Hepburn, Kunrei et Nihon, め et メ se romanisent en « me ».

## Tracé
L'hiragana め s'écrit en deux traits.

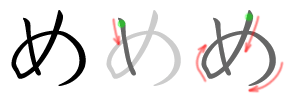
Ordre des traits pour め.

1. Trait oblique, de haut en bas et orienté vers la droite.
2. Trait débutant par une diagonale verticale orientée à gauche, puis réalisant une large boucle.

Le katakana メ s'écrit en deux traits.

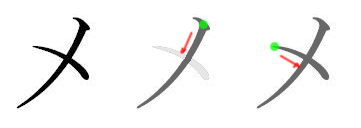
Ordre des traits pour メ.

1. Petit trait diagonal, tracé de haut en bas et de gauche à droite, avec une légère inflexion vers le haut comme dans la seconde partie du premier trait du kanji originel 女.
2. Trait diagonal, tracé de droite à gauche et de haut en bas, courbé vers le bas et coupant le premier trait en son milieu.

## Représentation informatique
- Unicode[1],[2] :
  - め : U+3081
  - メ : U+30E1